# Поцілунок смерті (фільм, 1995)
Поцілунок смерті (англ. Kiss of Death) — американський трилер 1995 року.

## Сюжет
Після того, як Джиммі Кілмартін вийшов з в'язниці на свободу, поліцейські, не залишивши вибору, вирішили використовувати його як «стукача», впровадивши в одне з кримінальних угрупувань Нью-Йорка. Джиммі опиняється між амбіціями честолюбного прокурора, який намагається будь-якими способами посадити гангстерів за ґрати, і смертельними іграми безжального ватажка бандитів, для якого немає ворога гірше зрадника. Джиммі, який опинився в безвихідному становищі, буде готовий відчути на собі поцілунок смерті, лише б вирватися з зловісної трясовини брехні, зради і віроломства.

## У ролях
- Девід Карузо — Джиммі Кілмартін
- Семюел Л. Джексон — Кальвін Харт
- Ніколас Кейдж — Маленький Джуніор Браун
- Гелен Гант — Бев Кілмартін
- Кетрін Ербе — Розі Кілмартін
- Стенлі Туччі — Френк Зайолі
- Майкл Рапапорт — Ронні Геннон
- Вінг Реймз — Омар
- Філіп Бейкер Холл — Великий Джуніор Браун
- Ентоні Гілд — Джек Голд
- Енджел Девід — Джей Джей
- Джон Костелло — Клірі